# Kasteel van Montdardier
Het Kasteel van Montdardier (Frans: Château de Montdardier) is een kasteel in de Franse gemeente Montdardier. Het kasteel is een beschermd historisch monument sinds 1989.